# Grote lissnuitkever
De grote lissnuitkever (Lixus iridis) is een kever die behoort tot de familie van de snuitkevers (Curculionidae). De larven van de kever knagen aan de wortels of boren zich in het weefsel van planten.

## Kenmerken
Het heeft een lengte van 12 tot 17 millimeter. Het lichaam is langwerpig en heeft een geelgrijze kleur. De rugschild loopt uit in een punt. De snuit is een slurfachtig verlengd deel van de kop en deze is behaard. Bij de mannetjes is deze korter dan die van de vrouwtjes. Er zijn drie vage longitudinale grijze groeven op de prothorax en de buik. Ten slotte hebben ze dunne poten met kleine verdikte dijbenen.

## Voorkomen
De grote lissnuitkever komt met name voor in Europa, maar ook in Azië komt hij regelmatig voor.